# Scharffia chinja
Scharffia chinja är en spindelart som beskrevs av Griswold 1997. Scharffia chinja ingår i släktet Scharffia och familjen Cyatholipidae.
Artens utbredningsområde är Tanzania. Inga underarter finns listade i Catalogue of Life.